# Thomas Prehn
Thomas Prehn (2. september 1801 på Høgelund – 17. september 1874 i Plön) var en dansk departementschef.

## Biografi
Han var søn af godsejer Georg Heinrich Prehn til Høgelund ved Læk og Catharina Dorothea født Petersen, gik i Flensborg lærde Skole, studerede jura i Kiel, Berlin og Göttingen og tog 1826 juridisk eksamen i Slesvig by. Året efter blev han volontør i Rentekammeret, 1829 fuldmægtig, 1831 kontorchef og udnævntes 1834 til landkommissær for det østlige Holsten og verkoppelungskommissær for Lauenburg, 1835 til medlem af landmåler-eksaminationskommissionen i Kiel, 1837 til kammerråd, 1840 til justitsråd, 1841 til etatsråd, 1843 til landkommissær for det vestlige Holsten. 1847 blev han Ridder af Dannebrog og 1854 Dannebrogsmand.
I Malmøvåbenstilstanden 1848 var han designeret til medlem af en fællesregering under Carl Moltke for Slesvig, Holsten og Lauenburg, men nægtede at indtræde i den. 1851 var han medlem af notabelforsamlingen i Flensborg og stillede her et selvstændigt forslag om en tredelt helstat med fuldstændig adskillelse af Slesvig og Holsten, således at monarkiets fællesskab skulle repræsenteres af et Rigsråd, bestående af syv delegerede fra Kongeriget og syv fra de tre Hertugdømmer med en af kongen valgt formand, og at de to nationaliteters ret fuldt ud sikredes i Slesvig derved, at landet deltes i et dansk, et tysk og et blandet distrikt. 1852-54 var han departementschef i det holsten-lauenburgske ministerium og 1857-58 medlem af Rigsrådet, men mødte ikke 1858, 1860 udnævntes han til konferensråd og døde ugift 17. september 1874 i Plön. I sit testamente indsatte han kong Christian IX til universalarving til bedste for de embedsmænd, der havde lidt tab ved de sidste års begivenheder i Hertugdømmerne. 
Han er begravet i Lyksborg.